# 大矢東吉
大矢 東吉（おおや とうきち、文政9年（1826年） - 明治25年（1892年）9月30日）は、江戸時代末期から明治時代の将棋指し。武蔵国所沢新田（現・所沢市所沢新町）生まれ。幼名は久次郎。
江戸幕府滅亡後の将棋界の再興に尽力し、全盛期は八代伊藤宗印、小野五平と肩を並べる棋力で知られた。「王手には所沢の東吉でも逃げる」という言葉が残る。「所沢のとうきち」との異名もあるが、同じ異名をもつ寛政年間に活動した福泉藤吉という将棋指しがいる。

## 生涯
父の笠原春圃は医師で、尾張藩に仕えていたが、晩年、武蔵国所沢に退いた。その4男として生まれる。
13歳で初段の免許をうけ、16歳で「棋聖」と称された天野宗歩と対局、全敗したことから発奮し修行し、やがて在野の棋客の一人として知られるようになる。
幕府滅亡後の明治2年（1869年）、将棋界再興を目指す八代伊藤宗印（伊藤家）と九代大橋宗与（大橋分家）の招集に応じ、『百番出版校合会』に参加。八代宗印と次期名人を巡り争うが敗れた。その後も棋力は衰えず、明治10年（1877年）に東の大関七段、明治20年（1887年）には東の大関八段になったことが確認されている。
侠客はだのところがあり、豪放磊落、奇行が多かった。晩年は妻子に先立たれるなど不遇で、脳に変調をきたして没したという。